# Чинголи
Чинголи (итал. Cingoli) насеље је у Италији у округу Мачерата, региону Марке.
Према процени из 2011. у насељу је живело 3427 становника. Насеље се налази на надморској висини од 593 м.

## Становништво
Према резултатима пописа становништва 2011. у општини је живело 10.509 становника.
| 1936.  | 1951.  | 1961.  | 1971.  | 1981.  | 1991. | 2001.  | 2011.  |
| ------ | ------ | ------ | ------ | ------ | ----- | ------ | ------ |
| 15.496 | 15.887 | 13.415 | 10.933 | 10.260 | 9.951 | 10.118 | 10.509 |

## Партнерски градови
- Априлија